# Maurice Crosland
Maurice Pierre Crosland (* 19. März 1931 in London; † 30. August 2020) war ein britischer Chemiehistoriker.
Crosland studierte Chemie am University College London mit dem Bachelor-Abschluss 1951 und Geschichte mit dem Master-Abschluss 1953. Danach war er Lehrer für Naturwissenschaften in London und arbeitete daneben an seiner Promotion am UCL, die 1959 erfolgte. Nach dem Erfolg seines Buches über die Geschichte der chemischen Notation und Fachsprache, das aus seiner Dissertation hervorging, wurde er 1963 Lecturer in Wissenschaftsgeschichte an der University of Leeds, an der er 1969 Reader wurde. 1968 war er Gastwissenschaftler bei Henry Guerlac an der Cornell University und an der Universität Berkeley. 1974 ging er an die University of Kent als Leiter einer neu eingerichteten Forschungsgruppe zur Wissenschaftsgeschichte. Er leitete die Gruppe 20 Jahre mit Alex Dolby und Crosbie Smith.
Er befasste sich vor allem mit französischer Chemiegeschichte im 18. und 19. Jahrhundert, unter anderem Joseph Louis Gay-Lussac, Jean-Baptiste Dumas, Charles Adolphe Wurtz, Marie Curie, der Geschichte der Academie des Sciences, der Société d’Arcueil, den Annales de Chimie und allgemein mit  Akademiepreisen und wissenschaftlichen Schulen. Er hielt auch Vorlesungen über Sozialgeschichte der Medizin.
1984 erhielt er den Dexter Award. 1965 bis 1971 war er Herausgeber des British Journal for the History of Science. 1974 bis 1976 war er Präsident der British Society for the History of Science. Er war Mitglied der Académie Internationale d’Histoire des Sciences. 1971 war er Gastwissenschaftler an der University of Pennsylvania.

## Schriften
- Historical studies in the language of chemistry. Heinemann, London u. a. 1962, (Dover Publications, New York NY 1978, ISBN 0-486-63702-6).
- The Society of Arcueil. A View of French Science at the Time of Napoleon I. Heinemann, London u. a. 1967.
- als Herausgeber: Thomas Bugge: Science in France in the Revolutionary Era (= Monographs in the History of Technology and Culture. 7). Edited with introduction and commentary. With extracts from other contemporary works. Society for the History of Technology u. a., Cambridge MA u. a. 1969, ISBN 0-262-03029-2.
- als Herausgeber: The Science of Matter. A Historical Survey. Selected Readings. Penguin Books  Harmondsworth u. a. 1971, ISBN 0-14-080192-8 (Auch: (= Classics in the History and Philosophy of Science. 9). Gordon and Breach, Yverdon u. a. 1992, ISBN 2-88124-570-6).
- als Herausgeber: The Emergence of Science in Western Europe. Macmillan, London u. a. 1975, ISBN 0-333-18217-0 („Based on papers presented at the summer meeting of the British Society for the History of Science at Leeds in 1974.“).
- Gay-Lussac. Scientist and Bourgeois. Cambridge University Press, Cambridge u. a. 1978, ISBN 0-521-21979-5 (ebenda 2004, ISBN 0-521-52483-0 (französische Übersetzung: Gay-Lussac. 1778-1850. Savant et bourgeois. Belin, Paris 1991, ISBN 2-7011-1216-8).
- Science Under Control. The French Academy of Sciences 1795–1914. Cambridge University Press, Cambridge u. a. 1992, ISBN 0-521-41373-7 (Paperback edition. ebenda 2002, ISBN 0-521-52475-X).
- In the Shadow of Lavoisier. The Annales de Chimie and the Establishment of a New Science (= BSHS Monographs. 9). The Alden Press, Oxford 1994, ISBN 0-906450-10-1.
- Studies in the Culture of Science in France and Britain since the Enlightenment (= Collected Studies Series. 501). Variorum, Aldershot u. a. 1995, ISBN 0-86078-498-3.